# Fibromuskuläre Dysplasie

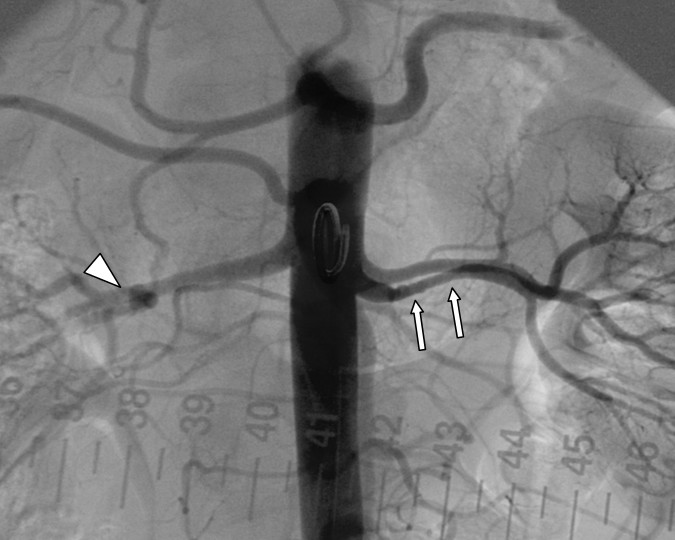
Gefäßverengungen der Niere bei der fibromuskulären Dysplasie

Die fibromuskuläre Dysplasie (FMD) ist eine Erkrankung, die durch nicht-entzündliche Proliferation von Bindegewebe und glatter Muskulatur in der Wand von Arterien definiert ist. Sie tritt meist bei jungen Frauen auf. Die Ursache ist nicht bekannt.
Die fibromuskuläre Dysplasie kann mit allen Symptomen von Gefäßbettverengungen einhergehen. Häufig betroffene Gefäße sind Arteria renalis (Nierenarterie) (führt zu Bluthochdruck) und Arteria carotis interna (Halsschlagader) (führt zu neurologischen Symptomen). Sie kann zu sekundärem Hyperaldosteronismus führen.
Diagnostisch fällt in der digitalen Subtraktionsangiografie eine perlschnurartige Stenose auf. Die definitive Diagnose erfolgt durch den histologischen Nachweis in einer Probe nach Biopsie. Eine spezifische Therapie existiert nicht. Bei symptomatischen Patienten ist eine Angioplastie häufig erfolgreich. Ein Stent wird hierbei in der Regel nicht implantiert.